# Абди Байрактар джамия
Абди Байрактар джамия (на македонска литературна норма: Абди Бајрактар џамија) е мюсюлмански храм, намиращ се в кичевското село Лисичани, Северна Македония.

## История
Джамията е разположена в центъра на селото. Издигната е в 1785 година от Абди Байрактар, чието име носи, и е най-старата в Лисичани.